# Acido clodronico
L'acido clodronico o clodronato (sale disodico tetraidrato) è una molecola appartenente alla classe dei bifosfonati. In Italia il farmaco è venduto da diverse aziende farmaceutiche e le forme farmaceutiche sono: capsule rigide da 400 mg, soluzione iniettabile da 100 e 200 mg per uso intramuscolare (addizionata con lidocaina 1%), e soluzione da 300 mg per infusione endovenosa. Numerose altre società farmaceutiche commercializzano clodronato come medicinale equivalente.

## Farmacodinamica
L'acido clodronico agisce, come tutti i bifosfonati, sulla struttura e sulla mineralizzazione dell'osso. Il farmaco è
in grado di inibire la formazione così come la dissoluzione dei cristalli di idrossiapatite. L'acido clodronico esercita un effetto inibitorio sul riassorbimento osseo. Tale effetto è secondario alla inibizione dell'attività osteoclastica, verosimilmente per induzione alla apoptosi degli osteoclasti. Il farmaco è anche dotato di effetto antalgico ed antinfiammatorio che risulta particolarmente utile nel trattamento del dolore secondario a metastasi ossee.

## Farmacocinetica
L'assorbimento dell'acido clodronico dopo somministrazione per via orale è estremamente basso, nell'ordine del 2%. Il disodiodiclorometilendifosfonato inoltre è rapidamente allontanato dall'organismo. Infatti entro 24 ore dalla somministrazione circa il 90% della dose assorbita viene eliminata nelle urine.

## Tossicità
La DL50 acuta del disodiodiclorometilendifosfonato nel ratto è pari a 1700 mg/kg/ per via orale, 430 mg/kg per via intraperitoneale e 65 mg/kg per via endovenosa.

## Usi clinici
Il farmaco può essere utilizzato nei soggetti con osteolisi tumorale, mieloma multiplo, iperparatiroidismo primario.

Un'ulteriore indicazione è rappresentata dalla prevenzione e dal trattamento della osteoporosi post menopausale.

Viene anche usato nel trattamento dell'osteite deformante, della malattia di Paget dell'osso, delle metastasi ossee (in presenza o meno d'ipercalcemia) e di molte altre condizioni che possono indurre fragilità ossea. Fra queste ultime in particolare nella prevenzione dell'osteoporosi indotta da un uso cronico di corticosteroidi.
Studi clinici hanno evidenziato che la terapia con acido clodronico per via intramuscolare alla dose di 100 mg ogni 7 giorni
ha effetti significativi sulla densità minerale ossea dopo solo 6 mesi dall'inizio del trattamento in soggetti con osteoporosi post-menopausale. L'effetto benefico viene mantenuto a distanza di 3 anni dal trattamento.
Grazie all'acido clodronico l'incremento di massa ossea e densità minerale ossea si associata ad un ridotto rischio di insorgenza di fratture vertebrali. Uno studio di tre anni ha confermato un aumento significativo nella densità minerale ossea, il quale si associava con una riduzione del 46% nell'incidenza di fratture vertebrali.

## Effetti collaterali ed indesiderati
Generalmente il Clodronato è ben tollerato ma possono comparire effetti indesiderati in alcuni pazienti.
La somministrazione di acido clodronico per via intramuscolare può comportare l'insorgenza di dolore nel sito di iniezione.
In un numero limitato di soggetti si possono verificare disturbi visivi e oculari che richiedono la sospensione del trattamento e l'invio ad uno specialista.

In pazienti neoplastici in trattamento per via endovenosa, particolarmente se per tempo prolungato, è stata segnalata l'osteonecrosi della mandibola oppure della mascella, in genere in associazione ad un intervento di estrazione dentale o ad un processo infettivo locale.
In fase post-marketing sono giunte segnalazioni di eventi avversi tipo fratture atipiche sottotrocanteriche e diafisarie del femore, un evento avverso noto e comune a tutta la classe dei bifosfonati.

## Controindicazioni
Il farmaco è controindicato nei soggetti con ipersensibilità nota al principio attivo oppure ad un altro farmaco del gruppo dei bifosfonati, od ancora ad uno qualsiasi degli eccipienti. È inoltre controindicato nelle donne in stato di gravidanza e nelle donne che allattano al seno.

## Dosi terapeutiche
- Prevenzione e trattamento dell'osteoporosi.

Clodronato è utilizzabile al dosaggio di 100 mg per via intramuscolare ogni una o due settimane, per un ciclo di trattamento di un anno o più, a seconda della gravità e delle caratteristiche del singolo paziente. In alternativa è possibile somministrarlo per via orale al dosaggio di 400 mg una volta al giorno per 30 giorni. Si deve osservare un periodo di sospensione del trattamento di 60 giorni, indi il ciclo può essere ripetuto.
Indipendentemente dalla via di somministrazione i cicli di trattamento possono essere ripetuti a seconda dell'evoluzione della malattia.
Non è ancora chiaro quale sia una durata ottimale del trattamento con bisfosfonati per l'osteoporosi. La necessità di proseguire un trattamento deve essere determinata periodicamente per ogni singolo paziente, valutando i benefici ed i rischi potenziali.
- Osteolisi tumorale, mieloma multiplo, iperparatiroidismo primario.

In fase di attacco si utilizza clodronato alla dose di 300 mg al giorno, per via endovenosa lenta, per una settimana, monitorando in particolare la calcemia e l'idrossiprolinuria. In fase di mantenimento il dosaggio è pari a 100 mg al giorno, per via intramuscolare, per 2-3 settimane.
I cicli di trattamento possono essere ripetuti a seconda dell'evoluzione della malattia.

## Sovradosaggio
In caso di intossicazione da acido clodronico è possibile venga indotta una situazione di ipocalcemia.
In questo caso il trattamento dovrà prevedere la correzione dell'ipocalcemia tramite un adeguato supplemento alimentare (nei casi più lievi) oppure mediante infusione endovenosa di calcio (nei casi più gravi).